# Nicky Little
Nicky Little (ur. 13 września 1976 w Tokoroa w Nowej Zelandii) - rugbysta, reprezentant Fidżi, uczestnik Pucharu Świata w 1999, 2003, 2007  i 2011 roku.
Obecnie występuje we włoskim Petrarca Padova Rugby na pozycji łącznika ataku.
Pomimo że matka Little’a jest Maoryską, wujek, Walter Little, występował w reprezentacji Nowej Zelandii, a sam Nicky urodził się w tym kraju, to wybrał jednak kraj ojca, Fidżi. Dziś jest najlepiej punktującym zawodnikiem w historii reprezentacji tego kraju; do niego również należy rekord w liczbie występów dla kadry narodowej.

## Kariera klubowa
Little uczęszczał do Mosman Park Primary School w Perth, a grę w rugby rozpoczął od college'u w Te Awamutu. Kolejnym krokiem do kariery był lokalny zespół Te Awakmutu Sports. Stamtąd, w 1996 roku, awansował do występującego w National Provincial Championship Canterbury. Kolejnymi przystankami również były regionalne zespoły: Waikato i North Harbour. Po zakończonych rozgrywkach Pucharu Świata w 1999 roku gra Little’a została doceniona w Europie – Nicky znalazł miejsce w angielskim klubie Sale Sharks. W latach 2002–2003 Fidżyjczyk zaliczył grę w dwóch kolejnych klubach: walijskim Pontypridd RFC i francuskim US Dax. Kolejny Puchar Świata, w 2003, przyniósł Little'owi kolejną zmianę barw klubowych - wrócił do Anglii, by grać w Saracens. W 2006 roku przeniósł się do włoskiego klubu z Padwy – Petrarca Padova Rugby, gdzie występuje do dziś.

## Kariera reprezentacyjna
Nick Tyrone Little po raz pierwszy zagrał dla reprezentacji Fidżi 15 czerwca 1996 w meczu przeciw nowozelandzkiemu regionowi Northland, ale za oficjalny debiut uznaje się spotkanie pomiędzy Flying Fijans i Springboks rozegrane w Pretorii 2 lipca tego samego roku. W swoim pierwszym meczu przeciw drużynie narodowej Little zdobył osiem spośród osiemnastu punktów zdobytych przez Fidżyjczyków. W 1999 roku, podczas Pucharu Świata Nicky był już zawodnikiem, od którego rozpoczynano ustalanie składu. Nick zagrał we wszystkich czterech spotkaniach swojej drużyny, zdobywając przy tym 38 punktów. W latach 2000 i 2001 był najlepiej punktującym zawodnikiem pucharu Pacific Tri-Nations. Kolejne cztery spotkania i 45 punktów Little dołożył w 2003 roku, podczas kolejnego Pucharu Świata. Już wtedy był najlepszym pod względem zdobytych punktów zawodnikiem z Fidżi. Na swojej trzeciej imprezie tej rangi Nicky zagrał w trzech spotkaniach swojej drużyny: z Japonią, Kanadą i Walią. To ostatnie spotkanie okazało się być prawdziwym horrorem. Fidżyjczycy zwycięstwo dające im awans do ćwierćfinału zapewnili sobie dopiero dzięki przyłożeniu Grahama Dewesa i podwyższeniu Little’a, który zdobył w tym spotkaniu zdobył 18 punktów. Jednak chwilę później Nicky uległ kontuzji kolana, która okazała się na tyle poważna, że wyeliminowała go z gry w ćwierćfinale rozgrywek, w którym ostatecznie Fidżyjczycy ulegli późniejszemu mistrzowi - Południowej Afryce. Feralne spotkanie z Walią okazało się być ostatnim w reprezentacyjnej karierze Little’a. Łącznie rozegrał on 63 oficjalne spotkania międzynarodowe, w których zdobył 2 przyłożenia i 641 punktów (wliczając nieoficjalne, odpowiednio 82, 2 i 805), z czego 125 punktów podczas finałów Pucharu Świata, a 191 w rozgrywkach o Pucharu Narodów Pacyfiku.